# Sägmühle (Moosbach)
Sägmühle ist ein Gemeindeteil des Marktes Moosbach im Oberpfälzer Landkreis Neustadt an der Waldnaab, Bayern.

## Geographische Lage
Die Einöde Sägmühle liegt sieben Kilometer südlich von Moosbach am Tröbesbach.

## Geschichte
Erstmals schriftlich genannt wurde Sägmühle 1402.
Vor 1740 waren die Landsassen von Stein die Besitzer.
Zum Stichtag 23. März 1913 (Osterfest) wurde Sägmühle als Teil der Pfarrei Moosbach mit einem Haus und vier Einwohnern aufgeführt.
Am 31. Dezember 1990 hatte Sägmühle sechs Einwohner und gehörte zur Pfarrei Moosbach.